# Массовое отравление метанолом в Чехии, Польше и Словакии
Массовое отравление метанолом в Чехии, Польше и Словакии — отравление метанолом, произошедшее в сентябре 2012 года. 38 человек погибло в Чехии, 4 — в Польше и 9 — в Словакии. Причиной отравления стал поддельный ром Tuzemák, содержащий метанол и популярный в трёх вышеуказанных странах.

## Реакция России
Во избежание жертв, в России приняли решение о запрете ввоза алкоголя из Чехии, Польши и Словакии на несколько месяцев.